# 福希巴赫河
50°2′15.62″N 9°1′57.08″E / 50.0376722°N 9.0325222°E

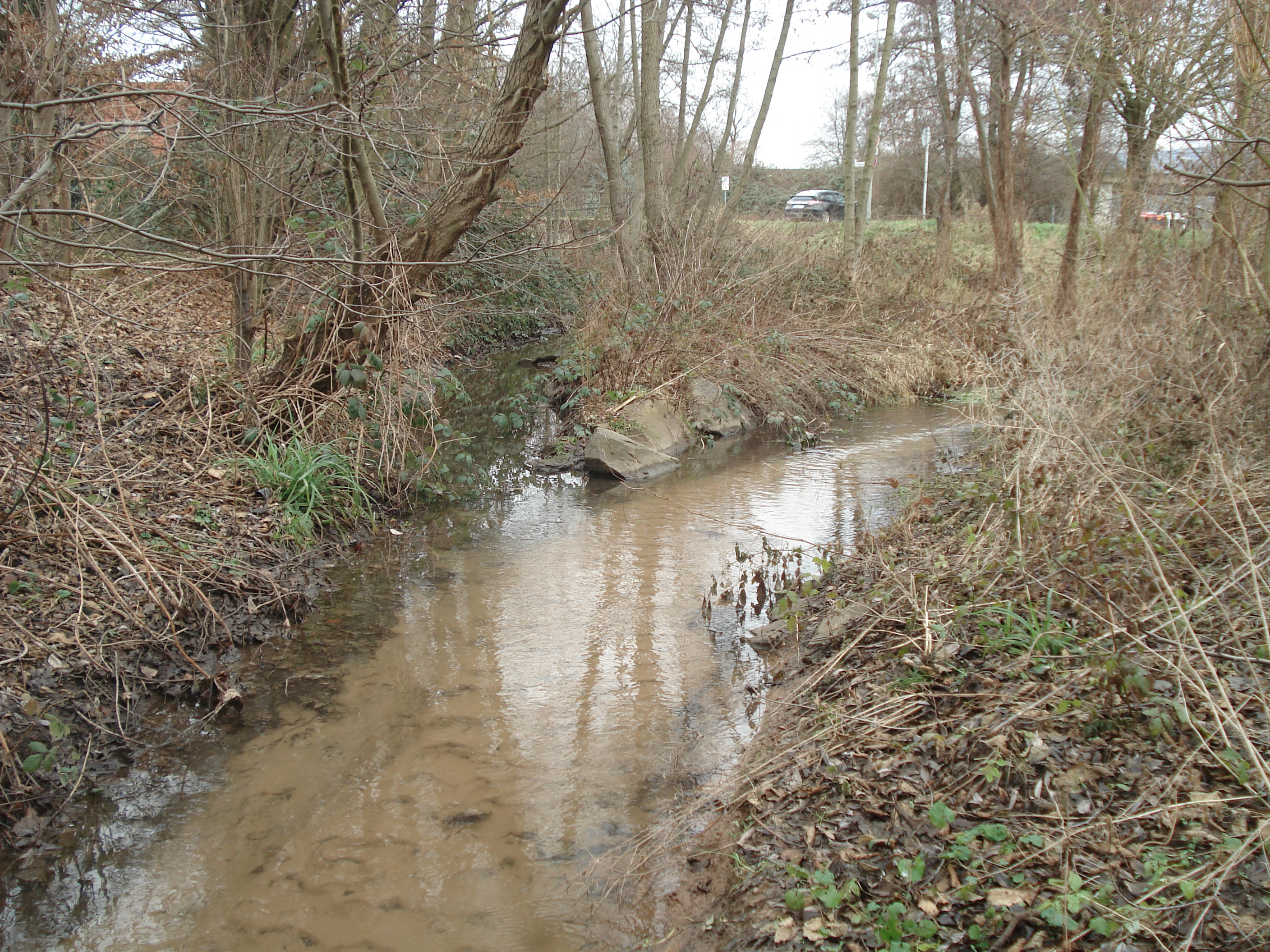
福希巴赫河

福希巴赫河（德語：Forchbach），是德國的河流，位於該國東南部，由巴伐利亞負責管轄，屬於美因河的右支流，河道全長3.4公里，流域面積21.8平方公里，河口處在美因河畔卡爾施泰因。